# Цру
Цру (осет. Църу, груз. წრუ) — село в Закавказье, расположено в Дзауском районе Южной Осетии, фактически контролирующей село; согласно юрисдикции Грузии — в Джавском муниципалитете.

## География
Село располагается в долине реки Гудисдон (левый приток реки Большая Лиахва) к юго-востоку от райцентра Дзау (Джава).

## Население
Село населено этническими осетинами. В 1987 году — 120 жителей.

## История
Село является родовым для фамилии Кокойты (Кокоевы). В 1920-е годы, после грузинского вторжения, село обезлюдело. Однако затем население стало возвращаться. Через Цру проходил основной поток перехода осетинского населения с юга в Северную Осетию. В советское время здесь поселились также Плиевы, Туаевы, Газзаевы, Санакоевы, Джиоевы.
- Президент Республики Эдуард Кокойты в 2006 году построил Церковь святого Георгия Победоносца, в родовом селении Цру.
  - C 2010 года село относится к Хвецевской сельской администрации.
- С конца 2015 года ведётся строительство дороги Дзау — Цру.

## Топографические карты
- Лист карты K-38-53 пер. Крестовый. Масштаб: 1 : 100 000. Состояние местности на 1987 год. Издание 1989 г.